# مقاطعة موريل (نبراسكا)
مقاطعة موريل (بالإنجليزية: Morrill County)‏ هي إحدى مقاطعات ولاية نبراسكا في الولايات المتحدة الأمريكية.